# Bernard Rogers
Bernard Rogers (ur. 4 lutego 1893 w Nowym Jorku, zm. 24 maja 1968 w Rochester) – amerykański kompozytor.

## Życiorys
W wieku 12 lat rozpoczął naukę gry na fortepianie. Mając 15 lat przerwał edukację i podjął pracę w budownictwie, studiował też architekturę na Columbia University. Jednocześnie pobierał lekcje teorii muzyki u Hansa van der Berga, kompozycji u Arthura Farwella oraz harmonii i kontrapunktu u Ernesta Blocha. Później podjął studia u Percy’ego Goetschiusa w Intitute of Musical Art w Nowym Jorku. Jako laureat stypendium Fundacji Pamięci Johna Simona Guggenheima przebywał w latach 1927–1929 w Europie, odbywając studia u Nadii Boulanger w Paryżu i Franka Bridge’a w Londynie. Był wykładowcą Cleveland Institute of Music (1922–1923), Hartt School of Music (1926–1927) i Eastman School of Music (1929–1967), gdzie od 1938 roku kierował wydziałem kompozycji. W 1947 roku został członkiem National Institute of Arts and Letters.
Był autorem podręcznika The Art of Orchestration (Nowy Jork 1951). Jego uczniami byli William Bergsma, David Leo Diamond, Gail Kubik, Peter Mennin, Burrill Phillips i Gardner Read.

## Wybrane kompozycje
(na podstawie materiałów źródłowych)

### Utwory orkiestrowe
- To the Fallen (1918)
- uwertura The Faithful (1922)
- Soliloquy No. 1 na flet i smyczki (1922) i No. 2 na fagot i smyczki (1938)
- In the Gold Room (1924)
- Pastorale na 11 instrumentów (1924)
- Fuji in the Sunset Glow (1925)
- preludium Hamlet (1925)
- 5 symfonii (I „Adonais” 1926, II 1928, III „On a Thanksgiving Song” 1936, IV 1940, V „Africa” 1958)
- 3 Japanese Dances (1933)
- 2 American Frescoes (1934)
- Once upon a Time na małą orkiestrę (1935)
- The Supper at Emmaus (1937)
- Fantasy na flet, altówkę i smyczki (1937)
- suita The Song of the Nightingale (1939)
- The Colors of War (1939)
- The Dance of Salome (1940)
- The Plains na małą orkiestrę (1940)
- Invasion (1943)
- Anzacs (1944)
- Elegy in Memory of Franklin D. Roosevelt (1945)
- Characters from Hans Christian Andersen na małą orkiestrę (1945)
- Amphitryon Overture (1946)
- Elegy na małą orkiestrę (1947)
- The Silver World na małą orkiestrę (1949)
- The Colors of Youth (1951)
- Portrait na skrzypce i orkiestrę (1952)
- Fantasy na róg, kotły i smyczki (1952)
- Dance Scenes (1953)
- Variations on a Song by Mussorgsky (1960)
- New Japanese Dances (1961)
- Allegory na małą orkiestrę (1961)
- Apparitions (1967)

### Utwory kameralne
- Mood trio fortepianowe (1918)
- 2 kwartety smyczkowe (1918, 1925)
- The Silver World na flet, obój i smyczki (1950)
- Trio smyczkowe (1953)
- Ballade na fagot, altówkę i fortepian (1959)
- Sonata skrzypcowa (1962)

### Utwory na chór i orkiestrę
- The Raising of Lazarus (1928)
- The Exodus (1931)
- oratorium The Passion (1942)
- kantata A Letter from Pete (1947)
- kantata The Prophet Isaiah (1950)
- oratorium The Light of Man (1964)

### Utwory na głos i orkiestrę
- Arab Love Songs na sopran i orkiestrę (1927)
- Horse Opera na narratora i orkiestrę (1948)
- Leaves from the Tale of Pinocchio na narratora i orkiestrę (1951)
- Psalm LXVIII na baryton i orkiestrę (1951)
- The Musicians of Bremen na narratora i 13 instrumentów (1958)
- Aladdin na narratora i zespół dęty (1965)

### Inne utwory wokalne i wokalno-instrumentalne
- Psalm XCIX na chór i organy (1945)
- Response to Silent Prayer na chór (1945)
- Hear My Prayer, O Lord na sopran, chór i organy (1955)
- Psalm XVIII na głosy męskie i fortepian (1963)
- Psalm LXXXIX na baryton, chór i fortepian (1963)
- Faery Song na głosy żeńskie (1965)
- Dirge for 2 Veterans na chór i fortepian (1967)
- Psalm CXIV na chór i fortepian (1968)

### Opery
- Deirdre (wyst. Rochester 1922)
- The Marriage of Aude (wyst. Rochester 1931)
- The Warrior (1944, wyst. Nowy Jork 1947)
- The Veil (wyst. Bloomington 1950)
- The Nightingale (wyst. Rochester 1954)